# 暴力教室'88
『暴力教室'88』（原題：The Principal）は、1987年のアメリカのアクション映画。監督はクリストファー・ケイン、出演はジム・ベルーシ、ルイス・ゴセット・ジュニア、レイ・ドーン・チョンなど。
ジムにとって本作は映画初主演作となった。

## あらすじ
アル中で高校教師のリックは、元妻が弁護士の男と一緒にいる所を目撃し、暴れ回って警察に逮捕される。リックは教育委員会によって問題児ばかりが集まるブランデル高校の校長に就任させられてしまう。

## キャスト
※括弧内は日本語吹替（初回放送1990年9月13日『木曜洋画劇場』）
- リック・ラティマー校長：ジム・ベルーシ（樋浦勉）
- ジェイク・フィリップス：ルイス・ゴセット・ジュニア（麦人）
- ヒラリー・オロスコ：レイ・ドーン・チョン（佐々木優子）
- ビクター・ダンカン：マイケル・ライト（英語版）（堀内賢雄）
- ジョー・"ジョジョ"：レジー・ジョンソン（小形満）
- ザック・"ホワイト・ザック"・モービー：ジェフリー・ジェイ・コーエン（英語版）（山口健）
- トリーナ・レスター：ケリー・ミンター（英語版）（花咲きよみ）
- レイモンド・"レイミ"・ロハス：イーサイ・モラレス（島田敏）
- エミール・ベイビー・エミール：トロイ・ウィンブッシュ（英語版）（菅原淳一）
- アルトゥーロ・ディエゴ：ジェイコブ・バルガス（飛田展男）

## 製作
撮影はカリフォルニア州オークランドにある廃校になったメリット大学のキャンパスを使用して行われた。1923年に創立されたメリット大学は主に黒人が使用し、1970年代半ばに建物が州の耐震基準に適さないという理由で閉鎖されたものである。スタッフは撮影のために8週間かけて準備を行い、荒廃した雰囲気を演出するために地元のストリートアーティストらを雇って校内にスプレーで落書きをしてもらったという。
地元住民とストリートギャングがエキストラとして参加し、エキストラと見物人の群れを整理するために、ヘルズ・エンジェルスのオークランド支部のメンバーが制作アシスタントとして雇われた。

## 公開
本作は1987年9月18日に1,196の劇場で公開され、公開後3日間で470万ドルを稼いだ。
アメリカ国内での興行収入は19,214,194ドル。